# Ли, Джон (астроном)
Джон Ли (англ. John Lee, при рождении Джон Фиотт, англ. John Fiott, 1783—1866) — английский филантроп, астроном, математик, антиквар и барристер.

## Биография
Джон был старшим сыном Джона Фиотта и Харриет Ли. Джон Фиотт-старший вёл торговлю в Восточной Индии и умер, когда его сын был ещё маленьким, после чего воспитание Джона-младшего взял на себя его дядя по материнской линии, видный политик Уильям Ли Энтони.
Джон окончил курс математики в колледже св. Иоанна в Кембриджском университете в 1802—1806 годах, и был пятым по достижениям на своем курсе. После завершения учёбы в 1807—1815 годах Джон много путешествовал по Ближнему Востоку и Европе, проявив интерес к изучению древностей.
После смерти дяди Уильяма Энтони Ли в 1815 году Джон унаследовал от дяди несколько имений. Согласно последней воле Уильяма Энтони, для получения наследства Джон должен был изменить фамилию с Фиотта на Ли. Унаследованное имущество включало Colworth House близ Шернбрука, графство Бедфордшир и деревню Тоттеридж, графство Хартфордшир (в настоящее время — в городской черте Лондона).
В 1827 году Джон Ли унаследовал от преподобного сэра Джорджа Ли Хартвелл-Хаус — особняк в деревне Хартвелл, графство Бэкингемшир, который стал его главной резиденцией с 1829 года до момента кончины. В 1830—1839 годах Джон Ли построил астрономическую обсерваторию на юго-западной стороне Хартвелл-Хауса.
В 1833 году Джон женился на Сесилии Раттер (1782—1854). После кончины Сесилии в 1855 году Джон женился на Луизе Кэтрин Хит.
В 1863 году в возрасте 80 лет он был назначен барристером Грейс-Инн, и в следующем году — Королевским адвокатом.
Джон Ли умер в Хартвелл-Хаусе в 1866 году. Некролог был опубликован в 27 томе ежемесячных уведомлений Королевского астрономического общества в следующем году.

## Научная деятельность
14 мая 1824 года Джон Ли был избран членом Королевского астрономического общества и был его президентом в 1861—1863 годах. Кроме того, Джон Ли был членом Лондонского общества антикваров (с 1828 года), членом Филологического общества (с 1831 года), первым президентом Лондонского нумизматического общества в 1836 году, в 1850 году был в числе организаторов Королевского метеорологического общества и его президентом в 1855—1857 годах.
В 1831 году Джон Ли был избран членом Королевского общества.
Лунный кратер Ли назван в его честь.